# Эттинген-Валлерштейн, Людвиг цу
Людвиг Крафт Эрнст Карл цу Эттинген-Эттинген и Эттинген-Валлерштейн (нем. Ludwig Kraft Ernst Karl zu Oettingen-Oettingen und Oettingen-Wallerstein; 31 января 1791, Валлерштайн — 22 июня 1870, Люцерн) — баварский государственный деятель.

## Биография
Происходил из владетельного княжеского дома. В 1807 году его владения были медиатизированы и разделены между Баварией и Вюртембергом. С 1819 года заседал в баварском рейхсрате и обратил на себя внимание как своим ораторским талантом, так и либеральными убеждениями, которые он, впрочем, соединял с отстаиванием прав короны.
В 1823 году он вступил в брак с девушкой недворянского происхождения. Этот брак вызвал большое негодование среди баварской аристократии и лишил Эттинген-Валлерштейна его придворной должности, возвращенной ему королем Людвигом I. Назначенный в 1831 г. министром внутренних дел, Эттинген выставил либеральную программу, но на практике часто её нарушал: он стеснил печать и право собраний. В 1837 г. по вопросу о праве правительства бесконтрольно расходовать остатки сумм, назначенных парламентом, Эттинген-Валлерштейн разошелся с королем и принужден был выйти в отставку.
К сменившему его клерикальному министерству Абеля он стал в оппозицию. После отставки Абеля в 1847 г. король снова стал склоняться к уступкам либерализму. Министром сделался сначала Маурер, а после его столкновения с клерикалами — Эттинген-Валерштейн. Так как это министерство было образовано под влиянием Лолы Монтес, то оно получило название «министерства Лолы». Эттинген-Валерштейн принял ряд либеральных мер: отказал в поддержке швейцарскому зондербунду, отменил цензурные стеснения и проч. Эти уступки казались, однако, недостаточными, кроме того, скандальное поведение Лолы бросало на министерство крайне невыгодную тень. Произошло народное движение, во время которого Эттинген-Валерштейн потерял власть. В 1849 г. он сложил с себя свою придворную должность и из рейхсрата перешел в палату депутатов.
В 1850-х гг. он высказывался против торжествовавшей реакции.